# 直接还原铁
直接还原铁（英语：Direct reduced iron，缩写：DRI）是一种在低温下将铁矿石直接还原成的金属铁制品。含碳量低、杂质少，常作为冶炼高级合金钢和纯净钢的原料。